# Taekwondo-Europameisterschaften 1982
Die Taekwondo-Europameisterschaften 1982 fanden vom 23. bis 27. September 1982 in Rom, Italien, statt. Veranstaltet wurden die Titelkämpfe von der European Taekwondo Union (ETU). Insgesamt fanden 18 Wettbewerbe statt, davon acht bei Frauen und zehn bei Männern in unterschiedlichen Gewichtsklassen.
Erfolgreichste Nation war die Bundesrepublik Deutschland mit fünf Gold-, vier Silber- und sechs Bronzemedaillen. Auf Rang zwei folgte Spanien mit viermal Gold, zweimal Silber und dreimal Bronze, dahinter die Niederlande mit je dreimal Gold und Silber sowie vier Bronzemedaillen. Österreichische Kämpfer gewannen drei Bronzemedaillen.

## Medaillengewinner

### Frauen
| Gewichtsklasse | Gold              | Silber                    | Bronze              |
| -------------- | ----------------- | ------------------------- | ------------------- |
| - 40 kg        | María José Díaz   | Luisa Domingo             | —                   |
| - 44 kg        | Tennur Yerlisu    | Cinzia Pacenza            | Charo Muñoz         |
| - 44 kg        | Tennur Yerlisu    | Cinzia Pacenza            | Deborah Sherrington |
| - 48 kg        | Ilona Ersinger    | Antonietta la Pietra      | Trine Bryhn         |
| - 48 kg        | Ilona Ersinger    | Antonietta la Pietra      | Regina Singer       |
| - 52 kg        | Nurten Yalçınkaya | Susan Greaves             | Marion Gal          |
| - 52 kg        | Nurten Yalçınkaya | Susan Greaves             | Huyuh Thuy          |
| - 57 kg        | Brigitte Evanno   | Beatriz Álvarez           | Dorothea Kapkowski  |
| - 57 kg        | Brigitte Evanno   | Beatriz Álvarez           | Diane Robinson      |
| - 62 kg        | Coral Bistuer     | Wina Hubers van Assenraad | Doris Fuchsreiter   |
| - 62 kg        | Coral Bistuer     | Wina Hubers van Assenraad | Karin Zeilinger     |
| - 67 kg        | Anita Sanita      | Mlascha Blazevic          | Michaela Huber      |
| - 67 kg        | Anita Sanita      | Mlascha Blazevic          | Elly Janssen        |
| + 67 kg        | Else Marie Olsen  | Petra Urban               | Claudia Chiarelli   |
| + 67 kg        | Else Marie Olsen  | Petra Urban               | Annemarie Lancel    |

### Männer
| Gewichtsklasse | Gold                | Silber                   | Bronze             |
| -------------- | ------------------- | ------------------------ | ------------------ |
| - 48 kg        | Emilio Azofra       | Chan-Ok Choi             | Simon Bailey       |
| - 48 kg        | Emilio Azofra       | Chan-Ok Choi             | Henrik Knudensen   |
| - 52 kg        | Reinhard Langer     | Santiago Muñoz           | Celal Ada          |
| - 52 kg        | Reinhard Langer     | Santiago Muñoz           | Ben Rumeon         |
| - 56 kg        | Geremia Di Costanzo | Jimmy de Fretes          | Ioannis Dalakas    |
| - 56 kg        | Geremia Di Costanzo | Jimmy de Fretes          | José Sanabria      |
| - 60 kg        | Thomas Fabula       | Raffaele Marchione       | Unal Bulut         |
| - 60 kg        | Thomas Fabula       | Raffaele Marchione       | Francisco Mera     |
| - 64 kg        | Karl Wohlfahrt      | Henk Horsten             | Lars Palle         |
| - 64 kg        | Karl Wohlfahrt      | Henk Horsten             | Dirk Smets         |
| - 68 kg        | Ruben Thijs         | Philipe Bouedo           | Egbert Flügel      |
| - 68 kg        | Ruben Thijs         | Philipe Bouedo           | Vincenzo Mannaioli |
| - 73 kg        | Hans Brugmans       | Chris Sawyer             | Joachim Krautz     |
| - 73 kg        | Hans Brugmans       | Chris Sawyer             | Jean-Marie Lycops  |
| - 78 kg        | Richard Schulz      | Athanasios Karamangiolis | Angel Bonadei      |
| - 78 kg        | Richard Schulz      | Athanasios Karamangiolis | Leonardi Giampiero |
| - 84 kg        | Ireno Fargas        | Eckhardt Pisch           | John Armson        |
| - 84 kg        | Ireno Fargas        | Eckhardt Pisch           | Arno Spitters      |
| + 84 kg        | Henk Meijer         | Torben Madsen            | Harald Küchler     |
| + 84 kg        | Henk Meijer         | Torben Madsen            | J. Maker           |

## Medaillenspiegel
| Platz  | Land                   | Gold | Silber | Bronze | Gesamt |
| ------ | ---------------------- | ---- | ------ | ------ | ------ |
| 1      | BR Deutschland         | 5    | 4      | 6      | 15     |
| 2      | Spanien                | 4    | 2      | 3      | 9      |
| 3      | Niederlande            | 3    | 3      | 4      | 10     |
| 4      | Italien                | 2    | 4      | 3      | 9      |
| 5      | Türkei                 | 2    | −      | 2      | 4      |
| 6      | Frankreich             | 1    | 1      | 3      | 5      |
| 7      | Dänemark               | 1    | 1      | 2      | 4      |
| 8      | Vereinigtes Königreich | −    | 2      | 4      | 6      |
| 9      | Griechenland           | −    | 1      | 1      | 2      |
| 10     | Österreich             | −    | −      | 3      | 3      |
| 11     | Belgien                | −    | −      | 2      | 2      |
| 12     | Norwegen               | −    | −      | 1      | 1      |
| Gesamt | Gesamt                 | 18   | 18     | 34     | 70     |